# Daniele Soro
Daniele Soro (Cagliari, 18 ottobre 1975) è un ex cestista e allenatore di pallacanestro italiano.

## Carriera
Dopo aver giocato in C2 ad Elmas, cresce nelle giovanili della Virtus Bologna, dove esordisce in serie A1 con la maglia delle "V nere", collezionando 15 minuti e 21 punti nella massima serie in tre anni di permanenza.
Successivamente gioca con il Ferrara in B1 ed A2, Padova (B1), Trapani (B1), Libertas Forlì (B1), Firenze (B1), Olbia, Siena (B1), Potenza (B2 e B1), Massafra (B2) e Francavilla.

## Palmarès
- Campionato italiano: 2

Virtus Bologna: 1993-94, 1994-95